# バルバダス
バルバダス（Barbadás）は、スペイン・ガリシア州オウレンセ県のムニシピオ（基礎自治体）。コマルカ・デ・オウレンセに属する。ガリシア統計局によれば、2010年の人口は9,468人（2009年：9,177人、2006年:8,426人、2005年:7,939人、2004年:7,597人、2003年:7,193人）。
ガリシア語話者の自治体住民に占める割合は93.26％（2001年）。

## 地理
バルバダスはオウレンセ県の西部に位置し、コマルカ・デ・オウレンセに属する。北から東にかけてはオウレンセと、東はサン・シブラーオ・ダス・ビーニャスと、南はア・メルカとカルテージェと、西はトエンの各自治体と隣接、自治体中心地区はバルバダス教区のバルバダス地区。 

### 人口
| バルバダスの人口推移 1900－2010                         |
|                                                         |
| 出典:INE（スペイン国立統計局）1900年 - 1991年、1996年 - |

## 政治
自治体首長はガリシア国民党（PPdeG）のホセ・マヌエル・フレイレ・コウト（José Manuel Freire Couto）。自治体評議員はガリシア国民党：7、ガリシア社会党（PSdeG-PSOE）：3、ガリシア民族主義ブロック（BNG）：3となっている（2011年5月22日の自治体選挙の結果、得票順）。
| 2011年5月22日の自治体選挙 |        |        |            |
| 政党                      | 得票数 | 得票率 | 獲得議員数 |
| PPdeG                     | 2,602  | 49.83% | 7          |
| PSdeG-PSOE                | 1,387  | 26.56% | 3          |
| BNG                       | 1,098  | 21.03% | 3          |

## 教区
バルバダスは6つの教区に分けられている。太字は自治体中心地区のある教区。
- バルバダス（サン・ショアン）
- ベントラセス（サン・ショアン）
- ロイロ（サン・マルティーニョ）
- ピニョール（サン・ロウレンソ）
- ソブラード・ド・ビスポ（サンタ・マリーア）
- ア・バレンサー（サン・ベルナベウ）